# Іванчанська сільська рада
Іванча́нська сільська́ ра́да — адміністративно-територіальна одиниця та орган місцевого самоврядування у Збаразькому районі Тернопільської області. Адміністративний центр — село Іванчани.

## Загальні відомості
Іванчанська сільська рада утворена в 1940 році.
- Територія ради: 26,42 км²
- Населення ради: 931 особа (станом на 2001 рік)
- Територією ради протікає річка Гнізна

## Населені пункти
Сільській раді були підпорядковані населені пункти:
- с. Іванчани
- с. Мала Березовиця

## Склад ради
Рада складалася з 16 депутатів та голови.
- Голова ради: Польовий Петро Ярославович
- Секретар ради: Бучак Галина Олегівна

### Керівний склад попередніх скликань
| Прізвище, ім'я, по батькові | Основні відомості                                                             | Дата обрання | Дата звільнення |
| --------------------------- | ----------------------------------------------------------------------------- | ------------ | --------------- |
| Польовий Петро Ярославович  | Сільський голова, 1975 року народження, освіта незакінчена вища, безпартійний | 26.03.2006   | 31.10.2010      |
| Польовий Петро Ярославович  | Сільський голова, 1975 року народження, освіта незакінчена вища, безпартійний | 31.10.2010   |                 |

Примітка: таблиця складена за даними сайту Верховної Ради України

### Депутати
За результатами місцевих виборів 2010 року депутатами ради стали:

#### За суб'єктами висування
| Суб'єкт висування | Кількість обраних депутатів | %   |
| ----------------- | --------------------------- | --- |
| Самовисування     | 16                          | 100 |

#### За округами
| № округу | Прізвище, ім'я, по батькові    | Дата визнання обраним | Освіта  | Партійна приналежність | Відомості про обраного депутата |
| -------- | ------------------------------ | --------------------- | ------- | ---------------------- | ------------------------------- |
| 1        | Бучак Галина Олегівна          | 02.11.2010            | середня | позапартійна           | Іванчанська с.р., секретар      |
| 2        | Притула Надія Петрівна         | 02.11.2010            | вища    | позапартійна           | загальноосвітня школа, вчитель  |
| 3        | Бабій Роман Іванович           | 02.11.2010            | середня | позапартійний          | приватний підприємець           |
| 4        | Гаврилюк Іванна Володимирівна  | 02.11.2010            | середня | позапартійна           | тимчасово не працює             |
| 5        | Жонца Михайло Степанович       | 02.11.2010            | середня | позапартійний          | тимчасово не працює             |
| 6        | Буднік Ігор Тарасович          | 19.03.2012            | середня | позапартійний          | тимчасово не працює             |
| 7        | Семенюк Богдан Григорович      | 02.11.2010            | середня | позапартійний          | тимчасово не працює             |
| 8        | Мачуга Андрій Теодорович       | 02.11.2010            | середня | позапартійний          | тимчасово не працює             |
| 9        | Кузь Микола Ярославович        | 02.11.2010            | середня | позапартійний          | приватний підприємець           |
| 10       | Байло Петро Володимирович      | 02.11.2010            | вища    | позапартійний          | пенсіонер                       |
| 11       | Ясіновська Ірина Іванівна      | 02.11.2010            | вища    | позапартійна           | загальноосвітня школа, вчитель  |
| 12       | Богатюк Володимир Дем'янович   | 02.11.2010            | середня | позапартійний          | ТОВ «Збаражцукор», тракторист   |
| 13       | Барановський Роман Григорович  | 02.11.2010            | вища    | позапартійний          | приватний підприємець           |
| 14       | Соболь Михайло Михайлович      | 02.11.2010            | середня | позапартійний          | тимчасово не працює             |
| 15       | Демкович Михайло Володимирович | 02.11.2010            | середня | позапартійний          | Іванчанська с.р., завклуб       |
| 16       | Бутрин Ірина Іванівна          | 02.11.2010            | середня | позапартійна           | тимчасово не працює             |